# Friuli Grave Tocai Friulano superiore
Le Friuli Grave Tocai Friulano superiore est un vin italien de la région Frioul-Vénétie Julienne doté d'une appellation DOC depuis le 1er octobre 1985. Seuls ont droit à la DOC les vins blancs récoltés à l'intérieur de l'aire de production définie par le décret.

## Caractéristiques organoleptiques
- couleur : jaune paille plus ou moins intense
- odeur : caractéristique
- saveur : harmonieux, sèche,

Le  Friuli Grave Tocai Friulano superiore se déguste à une température comprise entre 8 et 10 °C. Il se boit jeune mais peut se garder 2 – 3 ans.

## Production
Province, saison, volume en hectolitres :
- pas de données disponible